# Téton de Vénus (pêche)
Pour les articles homonymes, voir Téton de Vénus.
Téton de Vénus est le nom d'une espèce de pêches, à cause de la forme pointue de l'extrémité.

## liens externes
- une collection d'images du fruit, via un moteur de recherche
- une boutique donnant des informations sur le fruit
- une autre boutique donnant d'autres informations